# Lukáš Dlouhý
Lukáš Dlouhý (ur. 9 kwietnia 1983 w Písku) – czeski tenisista, zwycięzca French Open 2009 i US Open 2009 w grze podwójnej, reprezentant w Pucharze Davisa.

## Kariera tenisowa
Lukáš Dlouhý jest zawodnikiem praworęcznym. Treningi tenisowe rozpoczął w wieku 5 lat, jeszcze jako nastolatek łącząc je z hokejowymi. Zawodowym tenisistą był w latach 2001–2016.
W rozgrywkach singlowych pierwszy sukces odniósł w roku 2002 wygrywając turniej rangi ITF Men's Circuit w Czechach (futures F6). Pierwsze singlowe zwycięstwo w rozgrywkach z serii ATP Challenger Tour odniósł w roku 2005 w Ostrawie, a drugie w Trani. Kolejną wygraną w kategorii ATP Challenger Tour odniósł we Wrocławiu w roku 2006, a czwartą i zarazem ostatnią w 2008 roku w Bronx.
W grze podwójnej czeski tenisista wygrał dziesięć turniejów kategorii ATP World Tour, w tym dwie wielkoszlemowe imprezy z 2009 roku, Rolanda Garrosa i US Open. W obu turniejach startował wspólnie z Leanderem Paesem. Ponadto Dlouhý był uczestnikiem szesnastu finałów zawodów ATP World Tour, w tym czterech wielkoszlemowych.
W grze mieszanej w roku 2010 doszedł razem z Jekatieriną Makarową do finału Australian Open. Mecz o zwycięstwo w turnieju przegrali 5:7, 3:6 z parą Cara Black–Leander Paes.
W 2006 roku zadebiutował w reprezentacji Czech w Pucharze Davisa. W tym samym roku przyczynił się do awansu zespołu do grupy światowej, w której gra 16 najlepszych męskich reprezentacji. Największym sukcesem Czecha jest awans z zespołem do finału rozgrywek w 2009 roku, w którym reprezentacja Czech zmierzyła się z Hiszpanią. Konfrontacja zakończyła się wygraną Hiszpanów 5:0, którzy po raz drugi z rzędu wywalczyli trofeum. Dlouhý rozegrał singlowy mecz z Davidem Ferrerem zakończony wynikiem 6:4, 6:2 dla Hiszpana.
W rankingu gry pojedynczej Dlouhý najwyżej był na 73. miejscu (3 kwietnia 2006), a w klasyfikacji gry podwójnej na 5. pozycji (22 czerwca 2009).

### Finały w turniejach ATP World Tour
| Legenda                                      |
| -------------------------------------------- |
| Wielki Szlem                                 |
| Igrzyska olimpijskie                         |
| Tennis Masters Cup / ATP Finals              |
| ATP Masters Series / ATP Tour Masters 1000   |
| ATP International Series Gold / ATP Tour 500 |
| ATP International Series / ATP Tour 250      |

#### Gra mieszana (0–1)
| Końcowy wynik | Nr | Data             | Turniej                    | Nawierzchnia | Partnerka            | Przeciwnicy             | Wynik finału |
| ------------- | -- | ---------------- | -------------------------- | ------------ | -------------------- | ----------------------- | ------------ |
| Finalista     | 1. | 30 stycznia 2010 | Australian Open, Melbourne | Twarda       | Jekatierina Makarowa | Cara Black Leander Paes | 5:7, 3:6     |

#### Gra podwójna (10–16)
| Końcowy wynik | Nr  | Data                | Turniej            | Nawierzchnia  | Partner          | Przeciwnicy                             | Wynik finału      |
| ------------- | --- | ------------------- | ------------------ | ------------- | ---------------- | --------------------------------------- | ----------------- |
| Zwycięzca     | 1.  | 26 lutego 2006      | Costa do Sauípe    | Ceglana       | Pavel Vízner     | Mariusz Fyrstenberg Marcin Matkowski    | 6:1, 4:6, 10-3    |
| Finalista     | 1.  | 16 kwietnia 2006    | Walencja           | Ceglana       | Pavel Vízner     | David Škoch Tomáš Zíb                   | 4:6, 3:6          |
| Zwycięzca     | 2.  | 7 maja 2006         | Estoril            | Ceglana       | Pavel Vízner     | Lucas Arnold Ker Leoš Friedl            | 6:3, 6:1          |
| Zwycięzca     | 3.  | 18 lutego 2007      | Costa do Sauípe    | Ceglana       | Pavel Vízner     | Albert Montañés Rubén Ramírez Hidalgo   | 6:2, 7:6(4)       |
| Finalista     | 2.  | 3 marca 2007        | Acapulco           | Ceglana       | Pavel Vízner     | Potito Starace Martín Vassallo Argüello | 0:6, 2:6          |
| Finalista     | 3.  | 9 czerwca 2007      | French Open, Paryż | Ceglana       | Pavel Vízner     | Mark Knowles Daniel Nestor              | 6:2, 3:6, 4:6     |
| Zwycięzca     | 4.  | 29 lipca 2007       | Umag               | Ceglana       | Michal Mertiňák  | Jaroslav Levinský David Škoch           | 6:1, 6:1          |
| Finalista     | 4.  | 8 września 2007     | US Open, Nowy Jork | Twarda        | Pavel Vízner     | Simon Aspelin Julian Knowle             | 5:7, 4:6          |
| Finalista     | 5.  | 15 czerwca 2008     | Halle              | Trawiasta     | Leander Paes     | Michaił Jużny Mischa Zverev             | 6:3, 4:6, 3-10    |
| Finalista     | 6.  | 5 września 2008     | US Open, Nowy Jork | Twarda        | Leander Paes     | Bob Bryan Mike Bryan                    | 6:7(5), 6:7(10)   |
| Zwycięzca     | 5.  | 28 września 2008    | Bangkok            | Twarda (hala) | Leander Paes     | Scott Lipsky David Martin               | 6:4, 7:6(4)       |
| Finalista     | 7.  | 5 października 2008 | Tokio              | Twarda        | Leander Paes     | Michaił Jużny Mischa Zverev             | 3:6, 4:6          |
| Finalista     | 8.  | 15 lutego 2009      | Rotterdam          | Twarda (hala) | Leander Paes     | Daniel Nestor Nenad Zimonjić            | 2:6, 5:7          |
| Zwycięzca     | 6.  | 6 czerwca 2009      | French Open, Paryż | Ceglana       | Leander Paes     | Wesley Moodie Dick Norman               | 3:6, 6:3, 6:2     |
| Zwycięzca     | 7.  | 13 września 2009    | US Open, Nowy Jork | Twarda        | Leander Paes     | Mahesh Bhupathi Mark Knowles            | 3:6, 6:3, 6:2     |
| Finalista     | 9.  | 10 stycznia 2010    | Brisbane           | Twarda        | Leander Paes     | Jérémy Chardy Marc Gicquel              | 3:6, 6:7(5)       |
| Finalista     | 10. | 27 lutego 2010      | Dubaj              | Twarda        | Leander Paes     | Simon Aspelin Paul Hanley               | 2:6, 3:6          |
| Zwycięzca     | 8.  | 4 kwietnia 2010     | Miami              | Twarda        | Leander Paes     | Mahesh Bhupathi Maks Mirny              | 6:2, 7:5          |
| Finalista     | 11. | 5 czerwca 2010      | French Open, Paryż | Ceglana       | Leander Paes     | Daniel Nestor Nenad Zimonjić            | 5:7, 2:6          |
| Finalista     | 12. | 19 czerwca 2010     | ’s-Hertogenbosch   | Trawiasta     | Leander Paes     | Robert Lindstedt Horia Tecău            | 6:1, 5:7, 7-10    |
| Zwycięzca     | 9.  | 9 stycznia 2011     | Brisbane           | Twarda        | Paul Hanley      | Robert Lindstedt Horia Tecău            | 6:4, krecz        |
| Zwycięzca     | 10. | 16 stycznia 2011    | Sydney             | Twarda        | Paul Hanley      | Bob Bryan Mike Bryan                    | 6:7(6), 6:3, 10-5 |
| Finalista     | 13. | 25 września 2011    | Metz               | Twarda (hala) | Marcelo Melo     | Jamie Murray André Sá                   | 4:6, 6:7(7)       |
| Finalista     | 14. | 28 kwietnia 2013    | Bukareszt          | Ceglana       | Oliver Marach    | Maks Mirny Horia Tecău                  | 6:4, 4:6, 6-10    |
| Finalista     | 15. | 3 sierpnia 2013     | Kitzbühel          | Ceglana       | František Čermák | Martin Emmrich Christopher Kas          | 4:6, 3:6          |
| Finalista     | 16. | 12 kwietnia 2014    | Casablanca         | Ceglana       | Tomasz Bednarek  | Jean-Julien Rojer Horia Tecău           | 2:6, 2:6          |